# Token Ring

Red de Token Ring.

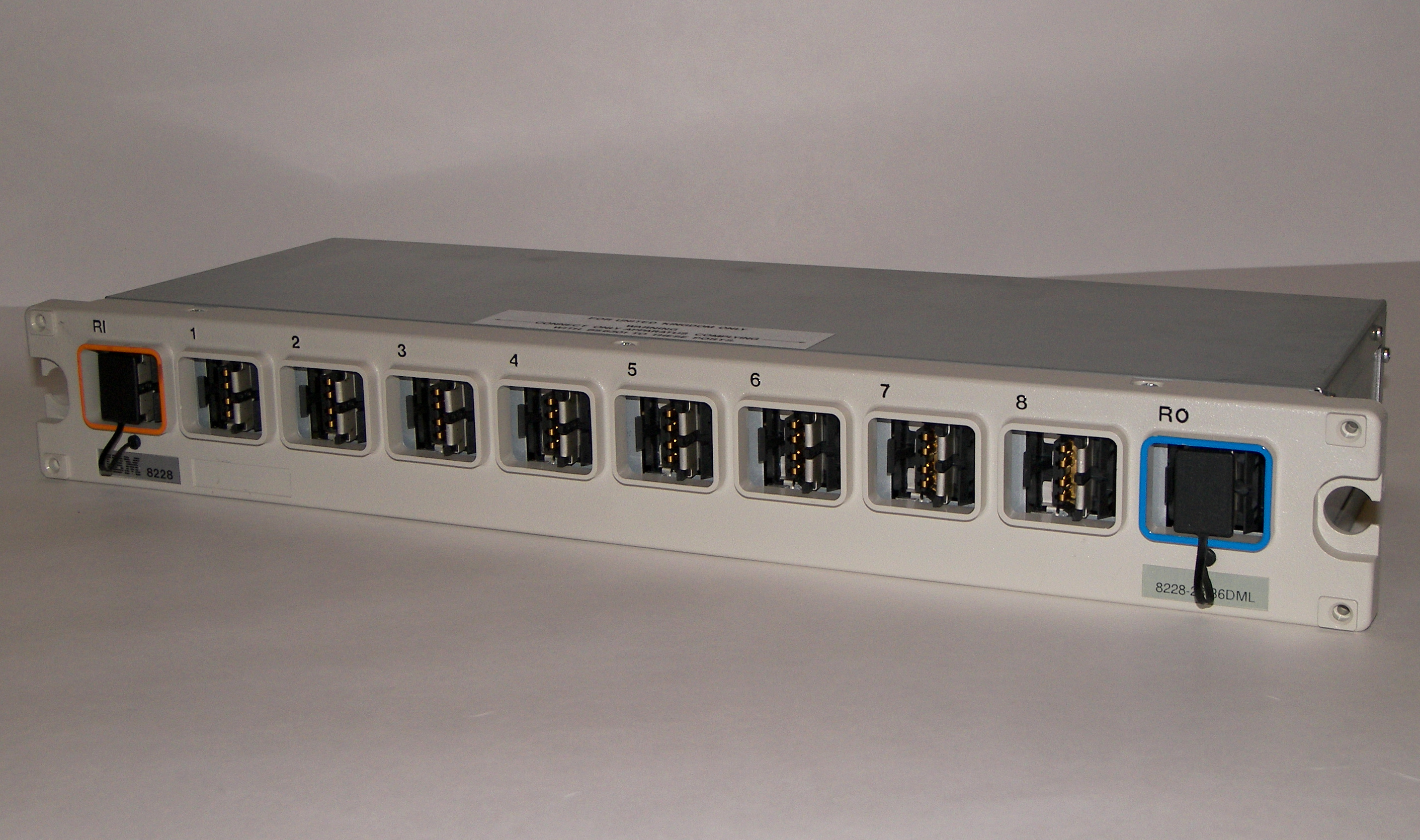
IBM 8228 MAU.

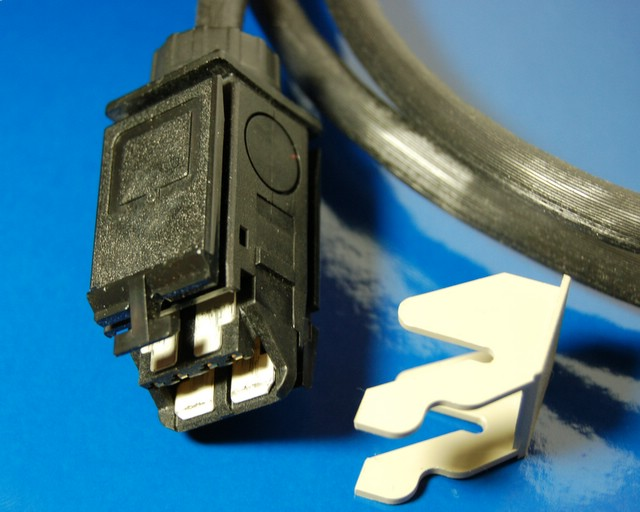
Conector hermafrodita IBM con clip de bloqueo.

Token Ring es una arquitectura de red desarrollada por IBM en los años 1970 con topología lógica en anillo y técnica de acceso de paso de testigo, usando una trama de 3 bytes llamado testigo (en inglés token) que viaja alrededor del anillo. Token Ring queda definido en el estándar IEEE 802.5. En desuso por la popularización de Ethernet; actualmente no es empleada en diseños de redes.

## El estándar IEEE 802.5
El IEEE 802.5 es un estándar por el Institute of Electrical and Electronics Engineers (IEEE), y define una red de área local LAN en configuración de anillo (Ring), con método de paso de testigo como control de acceso al medio. La velocidad de su estándar es de 4 o 16 Mb/s cuando es implementado sobre cables de hilos de cobre, existen implementaciones de mayor velocidad tanto sobre hilos de cobre CDDI como sobre fibra óptica FDDI la cual llega a los 100 Mbps y 200 km de extensión.
El diseño de una red de Token Ring fue atribuido a E. E. Newhall en el año 1969. IBM publicó por primera vez su topología de Token Ring en marzo de 1982, cuando esta compañía presentó los documentos para el proyecto 802 del IEEE. IBM anunció un producto Token Ring en 1984, y en 1985 este llegó a ser un estándar de ANSI/IEEE.
Es casi idéntica y totalmente compatible con la red Token Ring de IBM. De hecho, la especificación de IEEE 802.5 fue modelada con base en este Token Ring, y continúa a la sombra de ésta. Además, el Token Ring de la IBM especifica una estrella, con todas las estaciones del extremo unidas a un dispositivo al que se le llama unidad del acceso multiestación (MSAU). En contraste, IEEE 802.5 no especifica una topología, aunque virtualmente todo el IEEE 802.5 puesto en práctica se basa en una estrella, y tampoco especifica un tipo de medios, mientras que las redes del Token Ring de IBM utilizan el tamaño del campo de información de encaminamiento.
El IEEE 802.5 soporta dos tipos de tramas básicas: testigos y tramas de comandos y de datos. El testigo es una trama que circula por el anillo en su único sentido de circulación. Cuando una estación desea transmitir y el testigo pasa por ella, lo toma. Este solo puede permanecer en su poder un tiempo determinado (10 ms). Tienen una longitud de 3 bytes y consiste en un delimitador de inicio, un byte de control de acceso y un delimitador de fin. En cuanto a las tramas de comandos y de datos pueden variar en tamaño, dependiendo del tamaño del campo de información. Las tramas de datos tienen información para protocolos mayores, mientras que las tramas de comandos contienen información de control.

## Topología Token Ring
La topología token ring se compone de unidades de acceso a múltiples estaciones (MAU, por las siglas de Multistation Access Units) que permiten la conexión de los ordenadores en forma de estrella. El distribuidor es un punto nodal conectado con todos los participantes de la red. No hay conexión directa entre los ordenadores.

## Comparación con Ethernet
Existen varias diferencia notables entre Token Ring y Ethernet:
- El acceso a Token Ring es más determinista comparado con las conexiones Ethernet basadas en CSMA/CD
- Ethernet admite conexiones directas entre dos tarjetas de red mediante el uso de un cable cruzado o mediante la detección automática, si es permitida. Mientras que Token Ring no soporta dicho uso.[1]
- Token Ring elimina la colisión mediante el uso de un símbolo de un solo uso y apuesta por la liberación temprana para aliviar el tiempo de inactividad. Ethernet alivia la colisión por el acceso múltiple del sentido del portador y por el uso de un conmutador inteligente. Los dispositivos primitivos de Ethernet como los concentradores pueden precipitar colisiones debido a la repetición del tráfico a ciegas.[2]
- Las tarjetas de red Token Ring son capaces de autodetectar la velocidad, enrutamiento y son capaces de conducirlas a través de varias unidades de acceso multiestación (MAU) que operan sin energía (la mayoría de las MAU operan de esta manera, requiriendo solamente una fuente de alimentación para ledes). Las tarjetas de interfaz de red Ethernet pueden funcionar teóricamente en un concentrador pasivo en cierto grado, pero no como una LAN grande, además la cuestión de las colisiones todavía está presente.[3]
- Token Ring emplea "prioridad de acceso" en la que ciertos nodos pueden tener prioridad sobre el testigo. Una red Ethernet no comutado no tiene aprovisionamiento para un sistema de prioridad de acceso, ya que todos los nodos tienen el mismo comportamiento durante el tráfico.
- Múltiples de idénticas direcciones MAC son compatibles con Token Ring (una característica utilizada por mainframes S/390 ). Un red Ethernet conmutada no puede admitir direcciones MAC duplicadas sin generar errores.[4]
- Token Ring es más complejo que Ethernet, requiriendo un procesador especializado y firmware con licencia MAC / LLC para cada interfaz. Por el contrario, Ethernet incluye tanto el firmware (más simple) como la licencia con menor coste en el chip MAC. El costo de una interfaz de Token Ring usando el Texas Instruments TMS380C16 MAC y PHY es aproximadamente tres veces el de una interfaz Ethernet usando el Intel 82586 MAC y PHY.
- Inicialmente, ambas redes utilizaban cables costosos, pero una vez que Ethernet estaba estandarizada para par trenzado no blindado con 10BASE-T (Cat 3) y 100BASE-TX (Cat 5 (e)), tenía una clara ventaja y las ventas aumentaron notablemente.
- Aún más significativo fue al comparar los costos generales del sistema, pues el costo mucho mayor de los puertos del enrutador y las tarjetas de red para Token Ring frente a Ethernet. La aparición de conmutadores Ethernet supuso la puntilla para la evolución del sistema.

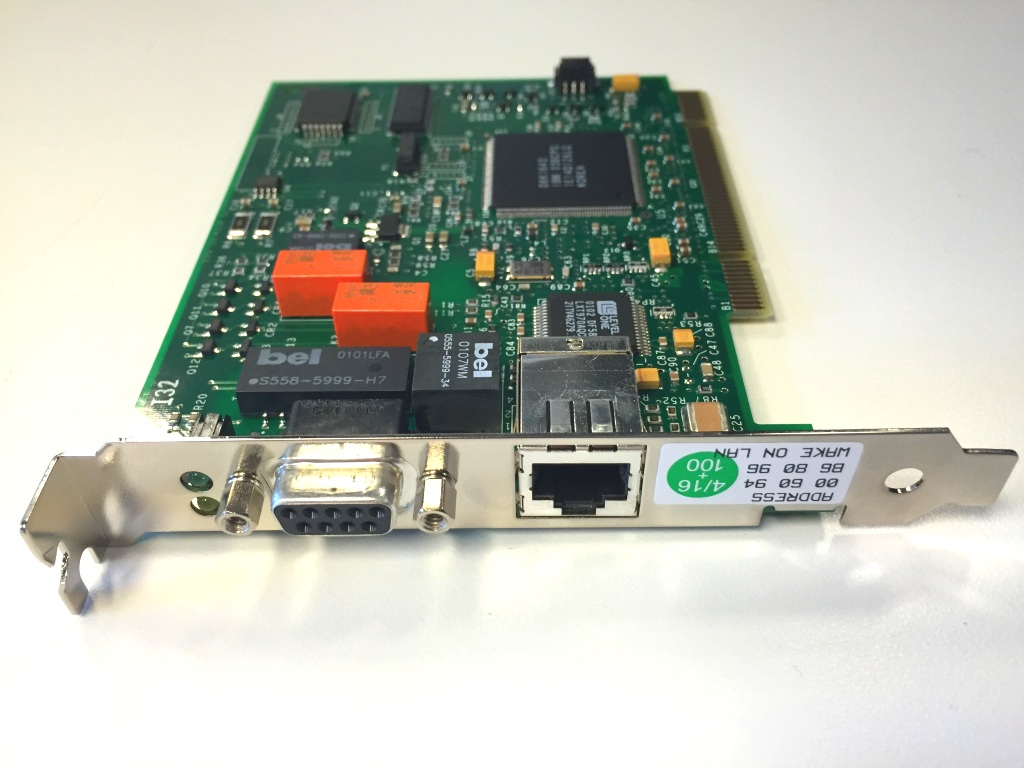
Adaptador de administración Token Ring de IBM de 100 Mb/s con activación por LAN. Están presentes tanto las interfaces UTP (RJ45) como STP (IBM Data Connector).

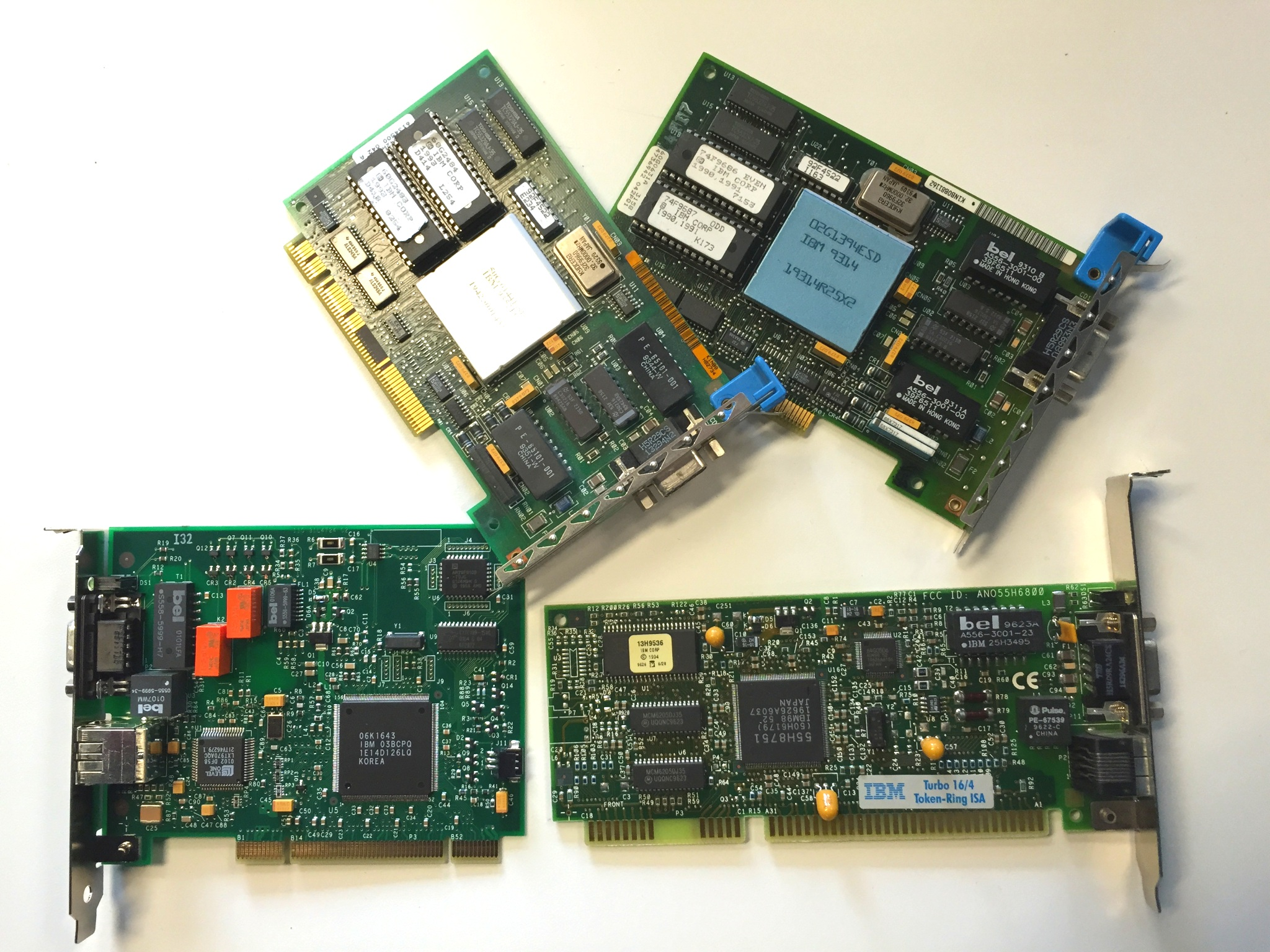
Tarjetas de interfaz de red Token Ring (NIC) con diferentes interfaces desde: ISA, PCI y MicroChannel

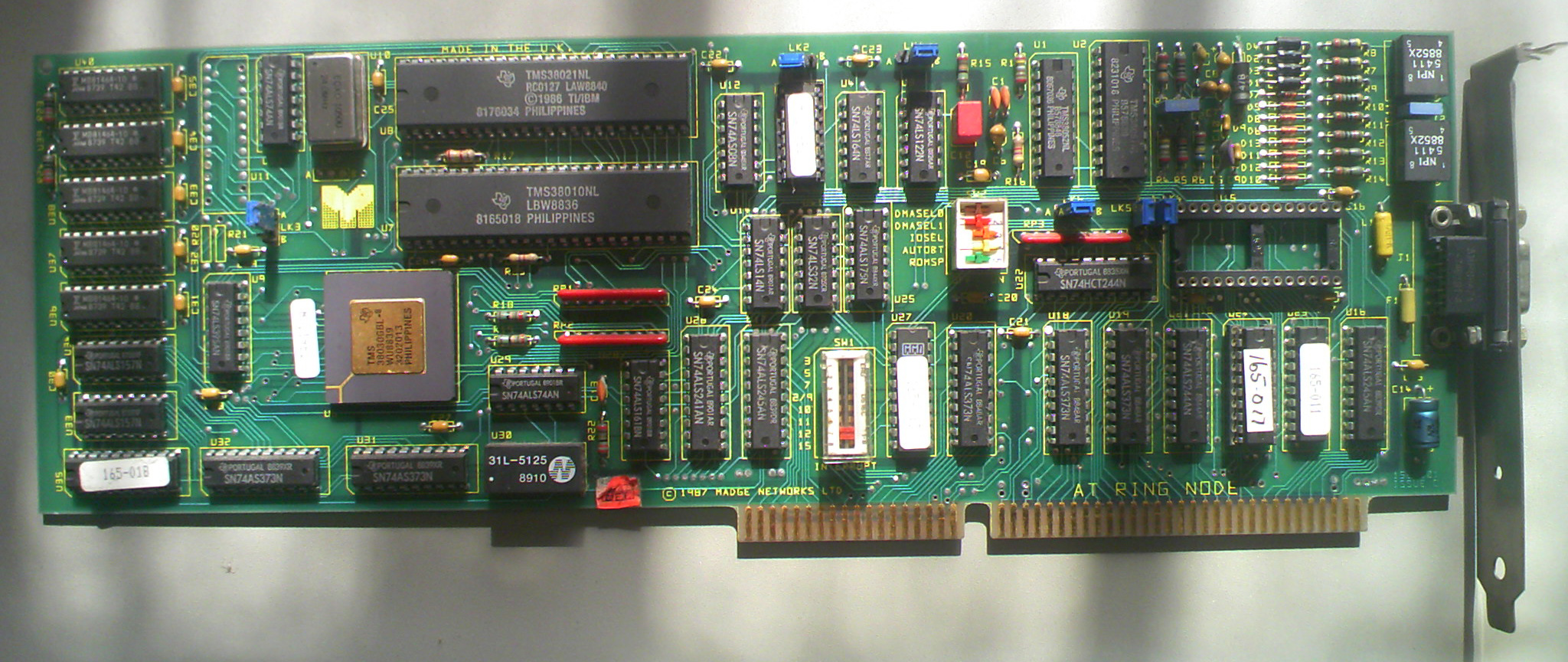
Madge 4/16Mbit/s TokenRing ISA NIC

## Características principales
- Utiliza una topología lógica en anillo, aunque por medio de una unidad de acceso de estación múltiple (MSAU o MAU), la red puede verse como si fuera una estrella. Tiene topología física estrella y topología lógica en anillo.
- Utiliza cable especial apantallado, aunque el cableado también puede ser par trenzado.
- La longitud total de la red no puede superar los 366 metros.
- La distancia entre una computadora y el MAU no puede ser mayor que 100 metros (por la degradación de la señal después de esta distancia en un cable de par trenzado).
- A cada MAU se pueden conectar ocho computadoras.
- Estas redes alcanzan una velocidad máxima de transmisión que oscila entre los 4 y los 16 Mb/s.
- Posteriormente el Token Ring de alta velocidad (HSTR) elevó la velocidad a 110 Mb/s pero la mayoría de redes no la soportan.

## MAC en Token Ring
- Formato de trama:

| 1 byte | 1 byte | 1 byte | 6 bytes      | 6 bytes     | >= 0        | 4 bytes | 1 byte | 1 byte |
| SD     | AC     | FC     | Dir. destino | Dir. origen | Información | FCS     | ED     | FS     |

- Formato del testigo:

| SD | AC | ED |

- SD/ED (start/ending designator): designante de inicio/fin; codificación HH o LL (no válidos en Mánchester diferencial).
- AC: Access control.

| PPP | T | M | RRR |
- PPP: prioridad.
- T: testigo (Sí/No).
- M: monitorización.
- RRR: reserva de prioridad.

- FC: Frame Control (Tipo)

- Datos (LLC-PDU).
- Control (Mantenimiento y operación de la red).

- FCS: CRC por errores.
- FS: estrado de la trama; sirve para confirmación MAC.

| A | C | rr | A | C | rr |
- A: se ha pasado por el destino.
- C: el destinatario la ha leído.

## Operación
- La idea es mantener el testigo circulando activamente por el anillo, para que cualquier estación que desee transmitir pueda hacerlo cuando este pase por ella. En este punto, la estación que recibe el testigo verifica el campo de prioridad de este, si los datos que desea enviar tienen una prioridad mayor o igual, entonces retiene el testigo durante el tiempo máximo de posesión menos 10 ms o hasta que no tenga más data para enviar (lo que ocurra primero) e inicia su transmisión. A medida que las tramas van recorriendo el anillo, cada estación verifica si la dirección Destino corresponde con la propia, de no ser así, simplemente la ignora. En caso contrario, la estación receptora va a copiar la trama (notificando esto al marcar el bit de copiado en 1) y de acuerdo con el resultado de la operación, el bit A también será encendido; posteriormente, deja que la trama siga circulando por el anillo para que al llegar al emisor ésta sea retirada. Finalmente, el emisor debe inyectar un nuevo testigo en el anillo, con prioridad X (donde X será la prioridad previamente marcada en el testigo antes de que nuestra estación lo retuviera para empezar la transmisión), el objetivo de esto es que las estaciones con datos cuya prioridad es más baja no sufran de inanición y puedan transmitir.

Consejos:
- Hosts con datos de prioridad P (ocho niveles).
- Captura del testigo: aprovecha SD del testigo e introduce su trama solo si la prioridad del testigo es menor o igual que la de los datos a transmitir.

## Funcionalidad

### Método de acceso
Es conocido como token passing o paso de testigo y consiste en que una sola estación puede transmitir en determinado instante y es precisamente la que posea en ese momento el token, este es el encargado de asignar los permisos para transmitir los datos.

### Modo de transmisión
Técnicas de transmisión; Banda base, código Mánchester direccional, esta consiste en que un bit con valor 1 se indica por la ausencia de transmisión al inicio del intervalo, y un bit con valor cero se indica por la presencia de una transición, existe una transición en la parte media del intervalo.

### Banda base
La señal se transmite directamente en forma digital sin modulación, por lo que ocupa el ancho de banda del medio de transmisión, por la línea de comunicación van solo niveles altos o bajos de voltaje.

## Funciones de mantenimiento/supervisión
- Estación supervisora:

- Monitoriza la red.
- Envía periódicamente una trama de control tipo AMP (monitor activo presente).
- Vigila la presencia del testigo:

- Si no lo encuentra tras cierto tiempo, lo pone de nuevo en circulación.

- Vigila la longitud del testigo para que sea mayor o igual a 24 bits (un testigo completo) añadiendo más si es necesario.
- Vigila la presencia de tramas huérfanas y las retira:

- Activa el bit M de la trama al pasar por ella (estación supervisora), si por segunda vez la trama es recibida con el bit M encendido, ésta es descartada.

- Vigila la presencia de tramas mutiladas y las retira.

## Prioridades
- Reserva:

- Sobre el campo RR de una trama de datos.
- La encargada de retirar la trama pone en circulación el testigo con ese nivel de prioridad.
- Las reservas pueden reescribirse por otras de mayor prioridad, se guardan y se usan después.